# 杰罗姆·科尔西
杰罗姆·科尔西（英語：Jerome Kersey，1962年6月26日—2015年2月18日），美国NBA联盟职业篮球运动员。他在1984年的NBA选秀中第2轮第46顺位被波特兰开拓者选中。